# Blakea
Blakea é um género botânico pertencente à família Melastomataceae.

## Espécies
- Blakea acostae, Wurdack
- Blakea brunnea, Gleason
- Blakea campii, Wurdack
- Blakea eriocalyx, Wurdack
- Blakea formicaria, Wurdack
- Blakea glandulosa, Gleason
- Blakea granatensis, Naudin
- Blakea harlingii, Wurdack
- Blakea hispida, Markgr.
- Blakea incompta, Markgr.
- Blakea jativae, Wurdack
- Blakea languinosa, Wurdack
- Blakea madisonii, Wurdack
- Blakea oldemanii, Wurdack
- Blakea pichinchensis, Wurdack
- Blakea rotundifolia, D.Don
- Blakea subvaginata, Wurdack